# دلفین فرفره پوزه‌کوتاه
دلفین فرفره پوزه‌کوتاه گونه‌ای دلفین است که در آب‌های اقیانوس اطلس زندگی می‌کند.

## رده‌بندی
این دلفین نخستین بار توسط گری در سال ۱۸۴۶ شناسایی شد و تا سال ۱۹۸۱ گمان بر این می‌رفت که این جانور زیرگونه‌ای از دلفین فرفره است. با این حال در این سال پرین و همکاران نشان دادند که این دلفین گونه‌ای جدا و مستقل است. تا این سال به دلیل آنکه این دلفین‌ها به نسبت دور از دسترس هستند و گمان می‌شد که برابر با دلفین‌های فرفره باشند، بررسی‌های زیادی روی آن‌ها انجام نشد. پرین و مید تلاش کردند تا پژوهش‌های بیشتری بر این گونه انجام دهند، با این حال این دلفین هنوز یکی از کم‌شناخته‌شده‌ترین آب‌بازان است.

## توصیف ظاهری
دلفین فرفره پوزه‌کوتاه در دریا بسیار همانند دلفین فرفره است و هنگامی که دو گروه از این جانوران در یک منطقه با هم باشند، تشخیص نژاد هرکدام بسیار سخت است. در فاصله نزدیک می‌توان تشخیص داد که نوک پوزه‌کوتاه اندکی از نوک فرفره کوتاهتر است. باله پشتی نیز کمتر راست‌شده و مثلثی‌شکل است.
بخش زیرین بدن این دلفین به رنگ سفیدصورتی است. این بخش توسط خطی به رنگ خاکستری روشن، که از نوک و چشم‌ها آغاز می‌شود و تا دم ادامه پیدا می‌کند، جدا می‌شود. بخش بالایی بدن که از جلوی سر آغاز می‌شود و باله پشتی را در بر می‌گیرد تا به دم برسد، به رنگ خاکستری تیره است. نوک، لب‌ها و باله‌های کناری نیز خاکستری تیره‌اند.
طول دلفین‌های فرفره پوزه‌کوتاه به ۲ متر و وزنشان به ۸۰-۷۵ کیلوگرم می‌رسد. اطلاعاتی دربارهٔ وزن و طول نوزادان موجود نیست. دوره بارداری، زمان از شیرگیری و هنگام بلوغ همگی نامعلوم هستند، با این حال گمان نمی‌رود با دیگر گونه‌های عضو خانواده سیاه‌سفیدها فرق چندانی داشته باشند.
دلفین‌های فرفره پوزه‌کوتاه جانوران پر جنب و جوشی هستند. آن‌ها نیز در هنگام پرش از آب به دور محور عمودی گردش می‌کنند، با این حال نه همیشه و به پیچیدگی و مهارت دلفین‌های فرفره. این دلفین‌ها همچنین به قایق‌ها و کشتی‌ها نزدیک می‌شوند و روی موج‌های تولیدشده توسط آن‌ها به بازی می‌پردازند. عادت تغذیه‌ای آن‌ها به دور ماهی و ماهی مرکب می‌گردد. تعداد اعضای گروه‌ها از تنها چند عدد تا حتا ۵۰۰ عضو در بعضی موارد تشکیل می‌شود.

## جمعیت و گستره
گستره کامل زندگی دلفین فرفره پوزه‌کوتاه کمتر شناخته شده‌است. با این حال شکی در این نیست که این دلفین آب‌های گرم و معتدل را ترجیح می‌دهد. به احتمال زیاد گستره شمالی از نیوجرسی تا مراکش کشیده شده و گستره جنوبی از جایی در نزدیکی آنگولا تا ریودوژانیرو در برزیل. آن‌ها آب‌های ژرف را ترجیح می‌دهند و مشاهدات زیادی از حضورشان در خلیج مکزیک گزارش شده. این دلفین‌ها اما تاکنون در دریای مدیترانه دیده نشده‌اند.
جمعیت جهانی این گونه نامعلوم است؛ با این حال جمعیت گروه‌هایی که در خلیج مکزیک زندگی می‌کنند نزدیک به ۵٬۵۰۰ عدد تخمین زده شده.

## یادداشت
1. ↑  Odontoceti
2. ↑  Delphinidae
3. ↑   Stenella
4. ↑  Mitchell Perrin
5. ↑  Caldwell Mead
6. ↑  Stenella longirostris